# 認知症カフェ
認知症カフェ(にんちしょうかふぇ、Alzheimer Café )は、1997(平成9)年にオランダでオランダアルツハイマー協会(Alzheimer Nederland)と臨床老年心理学者ベレ・ミーセン(Bere Miesen)が協力して始めたものが最初である。その後急速に広まっている 。名称は、認知症カフェの他、オレンジカフェ、もの忘れカフェなどの表現もある。認知症カフェは、認知症の当事者やその家族、知人、医療やケアの専門職、そして認知症について気になる人などが気軽に集まり、なごやかな雰囲気のもとで交流を楽しむ場所である。人が足を運びやすい場所に開設され、必要に応じて相談も行う場所である。オランダから始まり、ヨーロッパでは急速に普及し始めた。日本でも、2012年、厚生労働省の新オレンジプラン(認知症施策推進総合戦略、2015年)の中で取り上げられ、2021年の段階で全国に7,904ヵ所開設されていると言われる。それで「オレンジカフェ」というような呼び方をするケースもある。

## 設置母体
カフェを開設する母体になっているのは、市町村、社会福祉法人、社会福祉協議会、認知症の家族を抱える人達や家族の会、グループホームや小規模で多機能の地域密着型の施設、医療機関、認知症疾患医療センター、介護関連企業や地域の障がい者施設や福祉作業所など多様多岐にわたっている。もっとも多いのは、介護サービス施設・事業者と地域包括支援センターである。なおこの資料では、2020年の時点で、認知症カフェは、47都道府県、1,518市町村で7,737ヵ所で設置されている。もっとも多いのは、東京608、愛知499、大阪434、埼玉444、神奈川372と大都市圏に集中している。

## カフェ開店の頻度や時間数・時間帯など
カフェと言っても商業的なものではないので、朝早くから夜遅くまで営業といったことはない。週1回程度から月1回位まで。一回あたり、開いている時間は2時間から5時間位がめどとなっている。カフェ開催の頻度は、認知症という疾患の特徴を踏まえた上で、参加する人のニーズや参加する意味や効果、開催側の労力、経費などいろいろ検討を重ねて決まってくる。

## カフェの内容
カフェの内容には大きく分けて三つのタイプが有るという。
1. オランダ、イギリスのアルツハイマーカフェのパターンで家庭での認知症高齢者の介護に関するミニレクチャー、コンサートなどの企画、催しを軸にしたもの。
2. 通常のカフェと一緒で出入り自由、一般にスケジュールやプログラムは持たないというもの。
3. カフェタイム以外に創作などアクティヴィティを柱にしているところ。

## メディア
2015年からNHKが、「認知症とともに新しい時代へ」と題して、ドラマ、ドキュメンタリ、映像資料(認知症予防運動プログラム)なとで大規模なキャンペーンを行っている。2017年4月には、国際アルツハイマー病協会・公益社団法人 認知症の人と家族の会の主催で、ADI国際会議が開催される。テーマは、「認知症：ともに新しい時代へ」。国内外から4,000人が参加、70ヵ国からの参加が見込まれている。

## 地域貢献活動
追手門学院大学では地域住民と大学生が交流し、地域課題に取り組む場として学生が主体運営する認知症カフェ「ふらっとカフェ追大」を設立。地域住民が介護や認知症について知識を深めたり、地域住民の憩いの場となっている。